# Kbati Ouadja
Kbati Ouadja (ur. 28 sierpnia 1977) – piłkarz togijski grający na pozycji bramkarza.

## Kariera klubowa
W swojej karierze piłkarskiej Ouadja grał w klubie Étoile Filante de Lomé.

## Kariera reprezentacyjna
W 1998 roku Ouadja został powołany do reprezentacji Togo na Puchar Narodów Afryki 1998. Był na nim rezerwowym bramkarzem i nie rozegrał żadnego spotkania.